# سومالاتا
سومالاتا (انگلیسی: Sumalatha؛ زادهٔ ۲۷ اوت ۱۹۶۳) بازیگر هندی و سیاستمدار است که در حال حاضر نمایندهٔ ماندیا کرناتکه در لوک سبها می‌باشد. او در بیش از ۲۲۰ فیلم کنادا، تلوگو، مالایالم، تامیل و هندی بازی کرده‌است. سومالاتا با نقش آفرینی در تالیوود و سینما مالایالم به محبوبیت دست یافت و مدتی بعد با آمباریش، سیاستمدار-بازیگر کنادا، ازدواج کرد.

## فیلم‌شناسی
مالایالم
- روزها و شب‌ها (۱۹۸۸)
- ایزابلا (۱۹۸۸)
- قندهار (۲۰۱۰)

تلوگو
- وتا (۱۹۸۶)
- شاهزاده (۱۹۹۹)
- رئیس (۲۰۰۶)

هندی
- محدودیت (۱۹۹۰)
- جنگجویان (۱۹۹۳)
- دشمنان دنیا (۱۹۹۶)
- بزرگی (۱۹۹۷)